# Kōhei Takeda
Kōhei Takeda (武田 航平 Takeda Kōhei?,  Tokio, Japón, 14 de enero de 1986) es un actor y modelo japonés. Takeda es conocido por sus papeles de Kōhei Kitahanada en el drama de Fuji TV, Hanazakari no Kimitachi e, Otoya Kurenai y Kazumi Sawatari en Kamen Rider Kiva y Kamen Rider Build, respectivamente. También le ha dado voz de Vaan en Final Fantasy XII y es un antiguo miembro de PureBoys, una unidad de actores y grupo de pop.
En 2020, contrajo matrimonio con la también actriz y cantante Mary Matsuyama.

## Filmografía

### Televisión
- Otouto (TV Asahi, 2004)
- Shichinin no Onna Bengoshi (TV Asahi, 2006) como Masato Todo
- My Boss My Hero (NTV, 2006) como Ryusuke Hiratsuka
- Oniyome Nikki 2 (Fuji TV, 2007)
- Hanazakari no Kimitachi e (Fuji TV, 2007) como Kohei Kitahanada
- Tadashii Ouji no Tsukuri Kata (TV Tokyo, 2008) como Hayato Noda
- Kamen Rider Kiva (TV Asahi, 2008) como Otoya Kurenai/Masao Kurenai
- Kamen Rider Decade (TV Asahi, 2009) como Otoya Kurenai
- Sengoku Basara: Moonlight Party (2012) como Sanada Yukimura
- Gunshi Kanbei (2014) como Ukita Hideie
- Kamen Rider Build (TV Asahi, 2017) como Kazumi Sawatari

### Películas
- Summer Nude (2002)
- Shudan Satsujin Club (2004)
- TKO HIPHOP (2005) como Masashi Oota
- Goya-champuru (2006)
- Akanezora (2007) como Taro Sakai
- Waruboro (2007)
- Crows Zero: Extra's
- Kamen Rider Den-O & Kiva: Climax Deka (2008) como Otoya Kurenai
- Gekijōban Kamen Raidā Kiba Makaijō no Ō (2008) como Otoya Kurenai
- ROOKIES The Movie: Graduation (2009) como Sadaharu Kawakami
- Gakkō no Kaidan Noroi no Kotodama (2014)
- Kamen Rider Heisei Generations FINAL: Build & Ex-Aid with Legend Riders (2017) como Kazumi Sawatari/Kamen Rider Grease (voz)
- Kamen Rider Build the Movie: Be The One como Kazumi Sawatari/Kamen Rider Grease
- Kamen Rider Heisei Generations FOREVER (2018) como Kazumi Sawatari/Kamen Rider Grease
- Kamen Rider Build NEW WORLD:Kamen Rider Cross-Z (2019) como Kazumi Sawatari/Kamen Rider Grease
- Kamen Rider Build NEW WORLD:Kamen Rider Grease (2019) como Kazumi Sawatari/Kamen Rider Grease

### Videojuegos
- Final Fantasy XII (2006) como Vaan (voz)

## Teatro
- 7Cheers!~Tobe! Jibun To Iu Daichi Kara~ (con PureBoys, 2007)
- Hakuōki como Tōdō Heisuke